# お伽もよう綾にしき
『お伽もよう綾にしき』（おとぎもようあやにしき）は、ひかわきょうこによる日本の漫画。2004年から2008年に、『LaLa』と『MELODY』（いずれも白泉社）で連載。単行本は、花とゆめコミックスから全5巻が発行された。
2009年から2016年に、『MELODY』で続編となる『お伽もよう綾にしき ふたたび』が連載された。単行本は花とゆめコミックス全6巻。

## 概要
室町時代を舞台に、不思議な力を持つ少女と、彼女の父親代わりとなった若者が、妖怪退治に活躍する様子と2人の恋愛模様を描く。
『LaLa』（白泉社）2005年2月号の付録漫画として連載をスタートし、2006年5月号まで全5冊を発行。同年6月から掲載誌を『MELODY』（白泉社）に移し、同誌2006年8月号から2008年12月号に連載され完結した。連載初期が付録漫画になった理由は、母親の具合が悪い中での連載に不安を抱いた作者に対し、編集部が「いつ原稿を落としても大丈夫なように」と配慮したためである。
続編となる『お伽もよう綾にしき ふたたび』は、『MELODY』2009年8月号から2016年4月号まで連載された。編集部の意向により完結と表記されていなかったが、2022年5月に発売された『ひかわきょうこ浪漫紀行』の著者インタビューにて、著者自身が完結していると語っている。

## あらすじ
もののけを出す不思議な力を持つ少女・鈴音は、7つの頃に修験者・新九郎と出会い、彼を「ととさま」と呼び慕っていた。しかし新九郎は、鈴音に形見の笛を託して旅立ち、妖術師・大木現八郎と対決。そのまま行方不明となる。
10年近くの歳月が流れ、鈴音は山中で出会った伊摩の国の守護代・百原家の跡継ぎの清丸一行とともに、突如現れた蛇女に襲われる。しかし、形見の笛から新九郎と瓜二つの公家姿をした男が現れ、一行の危機を救う。鈴音は、公家姿の男のもののけをおじゃる様と名付けて自分に従え、清丸を襲うもののけを退治する。度重なる清丸への襲撃は、守護代の座を狙う百原勝貞に付いた妖術師・大木現八郎と八重の仕業だった。清丸を守り、現八郎が放つ数々のもののけを退けるうち、鈴音はおじゃる様の中に新九郎がいると知る。新九郎は、現八郎と対決したときに人間界でも天狗界の間に落ち、おじゃる様を通じて鈴音たちの様子を見ていた。おじゃる様と対決して新九郎の面影を感じた現八郎は、自分の行動を振り返るうち、自分が蘇らせた八重に一度は殺され、再び生かされ操られていたことを思い出す。後悔した現八郎は、自らの命と引き換えに新九郎を人間界に呼び戻し、八重の退治を託す。ほぼ同じ年となって再会した鈴音と新九郎は力をあわせ、本来の強大な力を取り戻した八重と対決する。

### お伽もよう綾にしき ふたたび
伊摩の国に平和が訪れ、めでたく夫婦になった鈴音と新九郎は、守護・大手川の招きで京に向かう。だが、何者かが2人の京行きを邪魔をする。道端で出会った旅芸人に助けられ、小屋で一晩過ごすことになるがその晩、もののけに襲われる。おじゃる様、現八郎と再会しもののけを追い払ったが、旅芸人の荷物が何者かに操られた盗賊達に奪われ、鈴音達は二手に別れる。盗賊たちを倒した新九郎と現八郎は賀茂川上流に飛ばされ、そのことを河童の子・青藻から聞いた鈴音とおじゃる様は、ともに京へ向かうが、その道中、青藻から化け物につかまった「お姉ちゃん」を助けてほしいと頼まれる。
3巻からは10年前にさかのぼり、新九郎の物語になる。

## 登場人物
鈴音（すず）
もののけを出す不思議な力を持つ少女。幼い頃その力のためよくいじめられていたが、新九郎と出会い「ととさま」と慕う。新九郎から託された形見の笛からおじゃる様を呼び出し、清丸を現八郎の呪詛から守っていく。角丸、毛丸、一丸、牛丸、垂丸、跳丸（合体すると合丸）と名づけたもののけを護法として使役している。また、「名」に及ぼす力が強い。
日高 新九郎義景（ひだか しんくろうよしかげ）
修験者。鈴音の父親代わりになり、護身法を教える。10年前のもののけ騒動で、一騎討ちした現八郎に天狗界へ落とされそうになるが、鈴音の思いの力により人間界と天狗界の間に落ちる。おじゃる様の中から鈴音の成長、現八郎が伊摩の国のお家騒動に関わっていることを知る。やがて現八郎により人間界に戻ってくる。
おじゃる様（おじゃるさま）
鈴音が新九郎より託された笛から出てきた、公家の姿をした大狐のもののけ。語尾に「おじゃる」と言うのが口癖。自分の名を忘れており、鈴音に「おじゃる様」と名づけられ支配を受ける。笛から長く出ては保てない身。真の名前は千寿王。
大木 現八郎（おおき げんぱちろう）
10年前のもののけ騒動を起こした妖術師。新九郎とは旧知の仲。幼少の頃、新九郎とともに修行をしていたが、やがて邪法に手を染め、13歳の頃に新九郎達のもとから去る。もののけ騒動にて新九郎と再会、対立し、新九郎を天狗界に落とす。その後お堂で女の悪霊と出会い、その骨から八重を生き返らせる。しかし、現八郎はその後八重に殺され、生き返らせられて操られたことを知り、自分の命と引き換えに新九郎を人間界に戻し、のちに天狗として復活する。
八重（やえ）
百原勝貞の側室で妖鬼。かつて伊摩の国で人々を陥れ、弄んでいたがやがて徳の高い僧に術を破られ、人々に追われ死に至る。復活を願い、悪霊になり現八郎を自分の骨が封印されたお堂に引き寄せ生き返らせる。現八郎を操るため殺し、生き返らせた。生き返る時に骨が足りなかったため力を十二分に発揮できなかったが、今はすべての骨を集め完全復活した。真の名前は黄船。
青藻
河童の子。自分のことが視え、優しくしてくれた「お姉ちゃん」を助けたいと思っている。
よもぎ
青藻に優しく接していた。病で亡くなったが、青藻のことを心配するあまりにこの世に留まる。死後も青藻と過ごしていたが、化け物の力に吸い込まれてしまった。

## 書誌情報
ひかわきょうこ 『お伽もよう綾にしき』 白泉社 〈花とゆめコミックス〉、全5巻
- 〈花とゆめコミックス〉全5巻[3]
  1. 2005年10月10日第1刷発行、ISBN 978-4-592-18321-1
  2. 2006年11月10日第1刷発行、ISBN 978-4-592-18322-8
  3. 2007年9月10日第1刷発行、ISBN 978-4-592-18323-5
  4. 2008年5月10日第1刷発行、ISBN 978-4-592-18324-2
  5. 2009年3月10日第1刷発行、ISBN 978-4-592-18325-9
- 〈白泉社文庫〉全3巻 [3]
  1. 2015年7月15日発売、ISBN 978-4-592-89057-7
  2. 2015年7月15日発売、ISBN 978-4-592-89058-4
  3. 2015年8月11日発売、ISBN 978-4-592-89059-1

ひかわきょうこ 『お伽もよう綾にしき ふたたび』 白泉社 〈花とゆめコミックス〉、全6巻
- 1. 2010年9月10日第1刷発行、ISBN 978-4-592-19331-9
  2. 2011年7月10日第1刷発行、ISBN 978-4-592-19332-6
  3. 2013年1月4日第1刷発行、ISBN 978-4-592-19333-3
  4. 2014年3月5日第1刷発行、ISBN 978-4-592-19334-0
  5. 2015年1月5日第1刷発行、ISBN 978-4-592-19335-7
  6. 2016年5月2日第1刷発行、ISBN 978-4-592-19336-4